# Nicola Pietrangeli
Nicola "Nicky" Pietrangeli (11 de septiembre de 1933) es un jugador de tenis retirado de nacionalidad italiana, considerado por algunos como el mejor jugador italiano de tenis de la historia. Se lo recuerda por sus actuaciones en Roland Garros donde logró 2 títulos y otras 2 finales. Además es el jugador con más victorias en la Copa Davis (tanto en individual como en dobles).

## Torneos de Grand Slam

### Campeón Individuales
| Año  | Torneo             | Oponente en la final | Resultado           |
| 1959 | Campeonato Francés | Ian Vermaak          | 3-6 6-3 6-4 6-1     |
| 1960 | Campeonato Francés | Luis Ayala           | 3-6 6-3 6-4 4-6 6-3 |

### Finalista Individuales
| Año  | Torneo             | Oponente en la final | Resultado           |
| 1961 | Campeonato Francés | Manuel Santana       | 6-1 1-6 6-3 0-6 2-6 |
| 1964 | Campeonato Francés | Manuel Santana       | 3-6 1-6 6-4 5-7     |

### Campeón Dobles
| Año  | Torneo             | Pareja         | Oponentes en la final      | Resultado     |
| 1959 | Campeonato Francés | Orlando Sirola | Roy Emerson / Neale Fraser | 6-3 6-2 14-12 |

### Finalista Dobles
| Año  | Torneo             | Pareja         | Oponentes en la final     | Resultado       |
| 1955 | Campeonato Francés | Orlando Sirola | Vic Seixas / Tony Trabert | 1-6 6-4 2-6 4-6 |
| 1956 | Wimbledon          | Orlando Sirola | Lew Hoad / Ken Rosewall   | 5-7 2-6 1-6     |